# Scleranthus peruvianus
Scleranthus peruvianus är en nejlikväxtart som beskrevs av Muschler. Scleranthus peruvianus ingår i släktet knavlar, och familjen nejlikväxter. Inga underarter finns listade i Catalogue of Life.